# Mestno gledališče São Paulo
Mestno gledališče São Paulo (portugalsko Theatro Municipal de São Paulo) je gledališče v São Paulu v Braziliji. Velja za eno od znamenitosti mesta, pomembno tako zaradi svoje arhitekturne vrednosti kot tudi zaradi zgodovinskega pomena, saj je bilo leta 1922 prizorišče tedna moderne umetnosti, ki je revolucioniral umetnost v Braziliji. V stavbi so zdaj Mestni simfonični orkester São Paula, Coral Lírico (Lirični zbor) in Mestni balet São Paula.

## Zgodovina

### Projektiranje, gradnja in otvoritev
Zamisel o izgradnji reprezentativnega gledališča za mesto São Paulo je navdihnila vse večji pomen mesta na mednarodnem kulturnem prizorišču. São Paulo je bil od začetka 20. stoletja naseljen z brazilsko buržoazijo; skupina, ki se v veliki meri ukvarja s pridelavo kave. Mesto je imelo tudi precej veliko italijanskega prebivalstva, priseljensko skupnost z odrskimi umetniki in izkušnjami z gradnjo gledališč. Prebivalci São Paula so se sprva lahko zanašali le na gledališče São José, ki je utrpelo požar in ni bilo več primerno za velike tuje produkcije. Obstajala so skromnejša gledališča, kot so Polythéama, Minerva in Apolo. Aristokrati iz São Paula so zahtevali ustanovitev novega gledališča, s strukturo, podobno nekaterim najboljšim gledališčem na svetu in primerno za uprizarjanje velikih opernih produkcij.
Kraj, ki je bil izbran za gradnjo, je bil Morro do Chá ali Čajni hrib, kjer je bilo nekoč novo gledališče São José. Ramos de Azevedo je bil inženir, ki je bil dodeljen za gradnjo. Pomagala sta mu tudi dva italijanska arhitekta Cláudio Rossi in Domiziano Rossi. Leta 1903 se je začela gradnja in São Paulo je dobil eno najboljših prizorišč na svetu za predstavitev gledaliških produkcij, predvsem oper. Kot je bilo takrat običajno, je bila večina gradbenih materialov uvoženih iz Evrope, arhitektura pa se je zgledovala po pariški palača Garnier. Gradnja je trajala približno 8 let. Prva uprizoritev je bila opera Hamlet Ambroisa Thomasa. Prvotna ideja je bila uprizoritev opere Il chicago Antonia Carlosa Gomesa, vendar družba, ki jo vodi italijanski baritonist Titta Ruffo, ni želela računati na to, da bi na svoj repertoar uvrstila dela brazilskih skladateljev. Tudi druge težave so se pojavile pred otvoritvenim večerom. Odrska dekoracija je prispela z zamudo, zaradi česar je bila otvoritev prestavljena. Ko so 12. septembra 1911 gledališče končno odprli, je rezultat presegel vsa pričakovanja javnosti in prevladujočega sloja mesta.

### Prva leta
Med letoma 1912 in 1926 je gledališče predstavilo 88 oper 41 skladateljev (italijanskih, francoskih, brazilskih in nemških) v 270 izvedbah. Toda morda najpomembnejši dogodek v zgodovini gledališča v tistem obdobju in v vsem njegovem obstoju ni bila opera, ampak nekaj, kar bi razjezilo marsikaterega paulistana v tistem času: Teden moderne umetnosti leta 1922.

### Teden moderne umetnosti
Med 11. in 18. februarjem (1922) je Mestno gledališče gostilo modernistični dogodek, ki je postal znan kot Semana de Arte Moderna iz leta 1922. V sedmih dneh dogodkov je bila razstava umetnosti brazilskega modernizma— gibanje, ki se je skušalo odtrgati od strogo postavljenih vzorcev realističnih slik, dramatike, poezije in glasbe pod evropskim vplivom. Zvečer 13., 15. in 17. februarja so bile predstavitve glasbe, poezije in predavanja o modernosti v Braziliji in drugod po svetu. Modernizem je kljuboval vsem obstoječim estetskim in umetniškim vrednotam, ki so do tedaj prevladovale v slikarstvu, literaturi, poeziji in drugih umetnostih. Teden je predstavil umetnike, ki naj bi postali nekatera najslavnejša imena brazilskega modernističnega gibanja, kot so: Mário de Andrade—pisatelj, glasbenik in folklorist--, Oswald de Andrade—pisatelj--, Tarsila do Amaral, Anita Malfatti in Menotti Del Picchia—vsi trije slikarji. Ti umetniki so tvorili znamenito skupino petih. Victor Brecheret—kipar—Heitor Villa-Lobos—skladatelj—in Di Cavalcanti—slikar—so bile druge znane osebnosti, ki so sodelovale v tednu.

### Sredina 20. stoletja
Z leti je gledališče, ki je bilo skoraj izključno namenjeno opernim predstavam, gostilo tudi druge umetniške dogodke, na primer nastope plesalk, kot sta Ana Pavlova in Isadora Duncan. V 1960-ih pod županom Joséjem Vicentejem Faria Lima je bila stavba prvič prenovljena, ker so bile njene stene prebarvane, prvotni projekt pa je bil prikrajšan za svoje značilnosti.

### Od konca 20. stoletja do danes
V 1980-ih so gledališče šli skozi nadaljnje prenove, ki jih je sprožil župan Jânio Quadros. Njegov glavni namen je bil obnoviti originalna dela Ramosa de Azeveda. Zunanja fasada je bila obnovljena s peščenjakom, pridobljenim iz istega rudnika, ki je v začetku stoletja dobavljal material za prvotno gradbeno zasnovo. Obnova je bila zaključena leta 1991 pod županjo Luizo Erundino. Mestno gledališče v São Paulu, ki je zdaj staro 100 let, velja za eno najslavnejših kulturnih prizorišč v Južni Ameriki, ki nenehno gosti gledališke igre in opere največjih domačih in mednarodnih dramatikov in skladateljev. Mestno gledališče São Paulo ima trenutno največjo in najboljšo lirično produkcijo v Južni Ameriki.
Problem pomanjkanja prostorov za vaje, strukture in fizičnega prostora v zakulisju je bil delno rešen leta 2012 z otvoritvijo Praça das Artes, kulturnega kompleksa, ki je začel delovati kot dodatek k gledališču in odru za različne kulturne dogodke. Ob otvoritvi prvega modula je Praça das Artes postala dom mestne glasbene šole São Paulo in šole plesa São Paulo. Poleg tega je godalni kvartet mesta São Paulo zasedel sobo konservatorija, ki se nahaja v zgornjem nadstropju nekdanjega dramskega in glasbenega konservatorija v São Paulu, Eksperimentalni repertoarni orkester pa je začel uporabljati prostore glasbene šole za svoje vaje.
Druga faza arhitekturnega kompleksa, ki je trenutno v izgradnji, vključuje dokončanje stavbe umetniških teles. Po dokončanju bodo v tej stavbi nastanjeni Mestni simfonični orkester São Paula, Mestni lirski zbor São Paula, Mestni balet São Paula in Coral Paulistano Mário de Andrade, ki bodo imeli boljšo infrastrukturo za svoje vaje. V tej fazi bodo slovesno odprti tudi notranji trg, ki se odpira na Rua Formosa, vrt in zunanji bar. Čeprav Praça das Artes ni fizično povezana z mestnim gledališčem, deluje kot njegova priloga in se nahaja v bloku za gledališčem. Obstaja tudi projekt razširitve arhitekturnega kompleksa, s povečanjem površine, namenjene plesni šoli, ter gradnjo avditorija in nočnega kluba.
Fizična zgradba gledališča lahko sprejme 1523 ljudi, vendar vsi njegovi sedeži nimajo popolnega pogleda na oder. Vendar pa je število lož premalo in obstajajo kraji z zelo slabim razgledom (na spletni strani »Na enem od obiskov je moralo veliko ljudi na stranskih balkonih gledati predstavo stoje, da so lahko videli, kaj se dogaja na odru«). Razmik med vrstami in udobje sedežev sta ustrezna.

## Znane osebnosti, ki so nastopile v gledališču
Priznani umetniki in zvezdniki, ki so nastopali v gledališču, segajo od igralcev do balerin, ki prihajajo iz nacionalne sfere in iz različnih držav: Carla Fracci, Rudolph Nurejev, Titta Ruffo, Enrico Caruso, Maria Callas, Bidu Sayão, Tito Schipa, Arturo Toscanini, Procópio Ferreira, Cacilda Becker, Vivien Leigh, Raymond Jérôme, Mário de Andrade, Oswald de Andrade, Tarsila do Amaral, Anita Malfatti, Menotti Del Picchia, Victor Brecheret, Heitor Villa-Lobos, Di Cavalcanti, Lasar Segall, Marcia Haydée, Mikhail Baryshnikov, Roger Waters in Paulo Szot.